# Krčmar, Srbija
Krčmar (izvirno srbsko Крчмар) je naselje v Srbiji, ki upravno spada pod Občino Mionica; slednja pa je del Kolubarskega upravnega okraja.
- Krčmar - panorama
- Krčmar - panorama
- Krčmar - panorama
- Krčmar - panorama
- Krčmar - panorama
- Krčmar - panorama

## Demografija
V naselju živi 404 polnoletnih prebivalcev, pri čemer je njihova povprečna starost 44,0 let (42,9 pri moških in 45,3 pri ženskah). Naselje ima 157 gospodinjstev, pri čemer je povprečno število članov na gospodinjstvo 3,09.
To naselje je popolnoma srbsko (glede na rezultate popisa iz leta 2002), a v času zadnjih treh popisov je opazno zmanjšanje števila prebivalcev.
|  |

| Demografija | Demografija     | Demografija     |
| Leto        | Št. prebivalcev | Št. prebivalcev |
| ----------- | --------------- | --------------- |
|             |                 |                 |
|             |                 |                 |
|             |                 |                 |
|             |                 |                 |
| 1948        | 747             |                 |
| 1953        | 807             |                 |
| 1961        | 829             |                 |
| 1971        | 716             |                 |
| 1981        | 645             |                 |
| 1991        | 545             | 545             |
| 2002        | 485             | 485             |
|             |                 |                 |

| Etnična sestava po popisu iz leta 2002 | Etnična sestava po popisu iz leta 2002 | Etnična sestava po popisu iz leta 2002 | Etnična sestava po popisu iz leta 2002 | Etnična sestava po popisu iz leta 2002 |
| -------------------------------------- | -------------------------------------- | -------------------------------------- | -------------------------------------- | -------------------------------------- |
| Srbi                                   | Srbi                                   |                                        | 485                                    | 100,0%                                 |
| Neznano                                | Neznano                                |                                        | 0                                      | 0,0%                                   |